# Queen's Club Championships 2005 - Qualificazioni singolare
Le qualificazioni del singolare ai Queen's Club Championships 2005 sono state un torneo di tennis preliminare per accedere alla fase finale della manifestazione. I vincitori dell'ultimo turno sono entrati di diritto nel tabellone principale. In caso di ritiro di uno o più giocatori aventi diritto a questi sono subentrati i lucky loser, ossia i giocatori che hanno perso nell'ultimo turno ma che avevano una classifica più alta rispetto agli altri partecipanti che avevano comunque perso nel turno finale.
Le qualificazioni del torneo Queen's Club Championships 2005 prevedevano 32 partecipanti di cui 4 sono entrati nel tabellone principale.

## Teste di serie
1. Jeff Morrison (ultimo turno)
2. Gilles Simon (primo turno)
3. Grégory Carraz (Qualificato)
4. Wesley Moodie (ultimo turno)

1. Nicolas Mahut (primo turno)
2. Michal Mertiňák (Qualificato)
3. George Bastl (primo turno)
4. Amer Delić (primo turno)

## Qualificati
1. Alan Mackin
2. Michal Mertiňák

1. Grégory Carraz
2. Chris Guccione

## Tabellone

### Legenda
| - Q = Qualificato - WC = Wild card - LL = Lucky loser | - ALT = Alternate - SE = Special Exempt - PR = Protected Ranking | - w/o = Walkover - r = Ritirato - d = Squalificato |

### Sezione 1
|  | Primo turno   | Primo turno   | Primo turno   | Primo turno | Primo turno |  |  | Secondo turno | Secondo turno | Secondo turno | Secondo turno | Secondo turno |   |   | Ultimo turno | Ultimo turno  | Ultimo turno | Ultimo turno | Ultimo turno |  |
|  |               |               |               |             |             |  |  |               |               |               |               |               |   |   |              |               |              |              |              |  |
|  | 1             | Jeff Morrison | Jeff Morrison | 7           | 6           |  |  |               |               |               |               |               |   |   |              |               |              |              |              |  |
|  |               | Glenn Weiner  | Glenn Weiner  | 65          | 3           |  |  | 1             | Jeff Morrison | Jeff Morrison | 7             | 6             |   |   |              |               |              |              |              |  |
|  | Andrew Banks  | Andrew Banks  | 6             | 62          | 6           |  |  |               | Andrew Banks  | Andrew Banks  | 65            | 4             |   |   |              |               |              |              |              |  |
|  | Lee Childs    | Lee Childs    | 4             | 7           | 4           |  |  |               |               |               |               |               |   |   | 1            | Jeff Morrison | 7            | 4            | 2            |  |
|  | Mark Hilton   | Mark Hilton   | Mark Hilton   | 7           | 6           |  |  |               |               |               | Alan Mackin   | 64            | 6 | 6 |              |               |              |              |              |  |
|  | Arvind Parmar | Arvind Parmar | Arvind Parmar | 5           | 3           |  |  | Mark Hilton   | Mark Hilton   | 7             | 4             | 4             |   |   |              |               |              |              |              |  |
|  |               | Alan Mackin   | Alan Mackin   | 6           | 6           |  |  | Alan Mackin   | Alan Mackin   | 5             | 6             | 6             |   |   |              |               |              |              |              |  |
|  | 5             | Nicolas Mahut | Nicolas Mahut | 1           | 4           |  |  |               |               |               |               |               |   |   |              |               |              |              |              |  |

### Sezione 2
|  | Primo turno     | Primo turno     | Primo turno     | Primo turno | Primo turno |  |  | Secondo turno   | Secondo turno   | Secondo turno   | Secondo turno   | Secondo turno   |   |   | Ultimo turno | Ultimo turno | Ultimo turno | Ultimo turno | Ultimo turno |  |
|  |                 |                 |                 |             |             |  |  |                 |                 |                 |                 |                 |   |   |              |              |              |              |              |  |
|  |                 | Alejandro Falla | 6               | 4           | 7           |  |  |                 |                 |                 |                 |                 |   |   |              |              |              |              |              |  |
|  | 2               | Gilles Simon    | 4               | 6           | 5           |  |  | Alejandro Falla | Alejandro Falla | 6               | 3               | 2               |   |   |              |              |              |              |              |  |
|  | André Sá        | André Sá        | André Sá        | 6           | 6           |  |  | André Sá        | André Sá        | 3               | 6               | 6               |   |   |              |              |              |              |              |  |
|  | Frank Dancevic  | Frank Dancevic  | Frank Dancevic  | 3           | 3           |  |  |                 |                 |                 |                 |                 |   |   |              | André Sá     | André Sá     | 1            | 1            |  |
|  | Jonathan Marray | Jonathan Marray | Jonathan Marray | 6           | 7           |  |  |                 |                 | 6               | Michal Mertiňák | Michal Mertiňák | 6 | 6 |              |              |              |              |              |  |
|  | Noam Okun       | Noam Okun       | Noam Okun       | 2           | 5           |  |  |                 | Jonathan Marray | Jonathan Marray | 64              | 64              |   |   |              |              |              |              |              |  |
|  | 6               | Michal Mertiňák | Michal Mertiňák | 7           | 6           |  |  | 6               | Michal Mertiňák | Michal Mertiňák | 7               | 7               |   |   |              |              |              |              |              |  |
|  |                 | Ian Flanagan    | Ian Flanagan    | 5           | 3           |  |  |                 |                 |                 |                 |                 |   |   |              |              |              |              |              |  |

### Sezione 3
|  | Primo turno            | Primo turno            | Primo turno            | Primo turno | Primo turno |  |  | Secondo turno        | Secondo turno        | Secondo turno | Secondo turno | Secondo turno |    |   | Ultimo turno | Ultimo turno   | Ultimo turno   | Ultimo turno | Ultimo turno |  |
|  |                        |                        |                        |             |             |  |  |                      |                      |               |               |               |    |   |              |                |                |              |              |  |
|  | 3                      | Grégory Carraz         | 6                      | 3           | 6           |  |  |                      |                      |               |               |               |    |   |              |                |                |              |              |  |
|  |                        | Brian Baker            | 3                      | 6           | 3           |  |  | 3                    | Grégory Carraz       | 7             | 6             | 6             |    |   |              |                |                |              |              |  |
|  | Novak Đoković          | Novak Đoković          | Novak Đoković          | 7           | 6           |  |  |                      | Novak Đoković        | 6(0)          | 7             | 2             |    |   |              |                |                |              |              |  |
|  | Frédéric Niemeyer      | Frédéric Niemeyer      | Frédéric Niemeyer      | 62          | 4           |  |  |                      |                      |               |               |               |    |   | 3            | Grégory Carraz | Grégory Carraz | 7            | 6            |  |
|  | Todd Reid              | Todd Reid              | Todd Reid              | 7           | 6           |  |  |                      |                      |               | Todd Reid     | Todd Reid     | 68 | 2 |              |                |                |              |              |  |
|  | Miguel Gallardo-Valles | Miguel Gallardo-Valles | Miguel Gallardo-Valles | 68          | 0           |  |  | Todd Reid            | Todd Reid            | 1             | 6             | 7             |    |   |              |                |                |              |              |  |
|  |                        | Aisam-ul-Haq Qureshi   | Aisam-ul-Haq Qureshi   | 6           | 6           |  |  | Aisam-ul-Haq Qureshi | Aisam-ul-Haq Qureshi | 6             | 4             | 5             |    |   |              |                |                |              |              |  |
|  | 8                      | Amer Delić             | Amer Delić             | 3           | 4           |  |  |                      |                      |               |               |               |    |   |              |                |                |              |              |  |

### Sezione 4
|  | Primo turno         | Primo turno         | Primo turno      | Primo turno | Primo turno |  |  | Secondo turno  | Secondo turno   | Secondo turno   | Secondo turno  | Secondo turno  |   |   | Ultimo turno | Ultimo turno  | Ultimo turno  | Ultimo turno | Ultimo turno |  |
|  |                     |                     |                  |             |             |  |  |                |                 |                 |                |                |   |   |              |               |               |              |              |  |
|  | 4                   | Wesley Moodie       | Wesley Moodie    | 6           | 6           |  |  |                |                 |                 |                |                |   |   |              |               |               |              |              |  |
|  |                     | Gouichi Motomura    | Gouichi Motomura | 4           | 4           |  |  | 4              | Wesley Moodie   | Wesley Moodie   | 6              | 7              |   |   |              |               |               |              |              |  |
|  | Alex Bogdanović     | Alex Bogdanović     | 6                | 4           | 6           |  |  |                | Alex Bogdanović | Alex Bogdanović | 3              | 6              |   |   |              |               |               |              |              |  |
|  | Jean-Michel Péquery | Jean-Michel Péquery | 4                | 6           | 3           |  |  |                |                 |                 |                |                |   |   | 4            | Wesley Moodie | Wesley Moodie | 65           | 6(1)         |  |
|  | Chris Guccione      | Chris Guccione      | 7                | 4           | 6           |  |  |                |                 |                 | Chris Guccione | Chris Guccione | 7 | 7 |              |               |               |              |              |  |
|  | Takao Suzuki        | Takao Suzuki        | 5                | 6           | 4           |  |  | Chris Guccione | Chris Guccione  | 5               | 6              | 6              |   |   |              |               |               |              |              |  |
|  |                     | James Auckland      | James Auckland   | 6           | 6           |  |  | James Auckland | James Auckland  | 7               | 3              | 3              |   |   |              |               |               |              |              |  |
|  | 7                   | George Bastl        | George Bastl     | 3           | 4           |  |  |                |                 |                 |                |                |   |   |              |               |               |              |              |  |